# Temporada de huracanes del Pacífico de 2002
La temporada de huracanes del Pacífico de 2002 fue una temporada promedio que produjo quince tormentas con nombre. Se formaron ocho huracanes, incluidos tres huracanes de categoría 5, un récord que comparte con las temporadas de 1994 y 2018. También fue una temporada cercana al promedio en términos de términos de Energía Ciclónica Acumulada (ECA), con una indice aproximadamente de 125 unidades. La temporada comenzó oficialmente el 15 de mayo en el océano Pacífico oriental y el 1 de junio en el Pacífico central; ambas terminaron el 30 de noviembre de 2002. Estas fechas delimitan convencionalmente el período de cada año en el que se produce la mayor formación de ciclones tropicales en estas regiones del Pacífico. El primer sistema de la temporada fue el huracán Alma que se formó el 24 de mayo, y el último, la depresión tropical Dieciséis-E, se disipó el 16 de noviembre.
El huracán más fuerte de la temporada, Kenna, se formó el 22 de octubre y alcanzó su punto máximo como huracán de categoría 5 dos días después. El impacto en tierra fue relativamente significativo. Kenna tocó tierra cerca de Puerto Vallarta, en el estado mexicano de Jalisco, el 25 de octubre, causando la muerte de cuatro personas. Kenna fue, en ese momento, el segundo huracán más poderoso en azotar la costa occidental de México, con vientos de 220 km/h (140 mph), así como el huracán de mayor velocidad hasta el huracán Patricia en 2015 y después Otis de 2023. En otras zonas, la tormenta tropical Julio tocó tierra en México, y la tormenta tropical Boris descargó lluvias torrenciales a lo largo de la costa mexicana, a pesar de permanecer en alta mar. Los huracanes Elida y Hernán también alcanzaron la categoría 5, pero ninguno causó daños. Los daños en la cuenca alcanzaron los 101,23 millones de dólares (USD 2002), mientras que Julio y Kenna causaron la muerte de siete personas.

## Resumen de la temporada

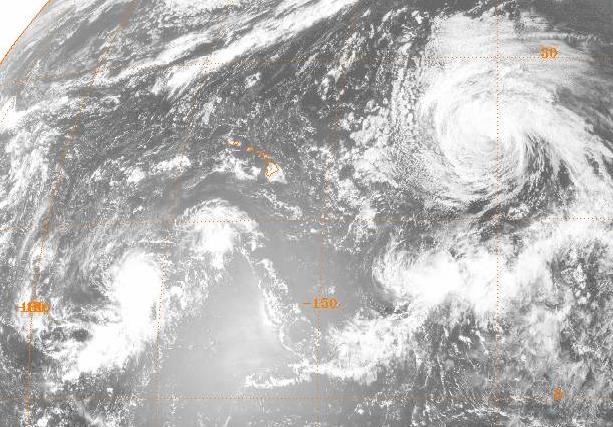
Tres ciclones tropicales simultáneos activos el 27 de agosto de 2002, con Ele (izquierda), Alika (centro) y Fausto (derecha)

Time-lapse del huracán Kenna intensificándose explosivamente a categoría 5

La temporada comenzó oficialmente el 15 de mayo en el Pacífico Oriental y el 1 de junio en el Pacífico Central; ambas finalizaron el 30 de noviembre. En el Pacífico oriental, la temporada tuvo una actividad por debajo del promedio en términos de número total de tormentas y huracanes, pero una actividad promedio en términos de huracanes mayores. Durante la temporada, se registraron quince tormentas tropicales en el océano Pacífico oriental. De ellas, ocho se convirtieron en huracanes, seis de los cuales alcanzaron la categoría 3 o superior en la escala de huracanes de Saffir-Simpson (EHSS). Tres alcanzaron la categoría 5, igualando el récord establecido en 1994 y posteriormente igualado en 2018. Además, se formaron cuatro depresiones tropicales y se disiparon antes de alcanzar la intensidad de una tormenta tropical. Se formaron tres tormentas tropicales en el área de responsabilidad del Centro de Huracanes del Pacífico Central, donde la actividad general fue casi normal. Dos de las tormentas se intensificaron hasta convertirse en huracanes, y una de ellas se intensificó hasta convertirse en un huracán mayor. Dos sistemas adicionales se desplazaron a la zona desde el Pacífico oriental.
La actividad comenzó el 24 de mayo con la formación de la primera depresión tropical, que se convirtió en huracán Alma y se intensificó hasta convertirse en un inusual huracán mayor en mayo. Junio fue extremadamente tranquilo, con solo una tormenta con nombre en desarrollo: la tormenta tropical Boris. Aunque permaneció en alta mar, Boris logró descargar lluvias torrenciales a lo largo de la costa suroeste de México. En julio se produjeron dos huracanes y una tormenta tropical. Entre ellos, el huracán Elida experimentó una de las tasas de intensificación más rápidas registradas para un huracán del Pacífico oriental. Pasó de una depresión de 45 km/h (30 mph) a un huracán de 130 km/h (80 mph) en 30 horas, para luego intensificarse hasta convertirse en un huracán de categoría 5 de 260 km/h (160 mph) durante las 24 horas siguientes.
Agosto fue un mes activo con el desarrollo de cinco sistemas, de los cuales tres se convirtieron en huracanes. Fausto alcanzó su punto máximo como un huracán de categoría 4 en el Pacífico oriental, antes de cruzar al Pacífico central como depresión. Posteriormente, tras degenerar en un remanente de baja presión al noreste de Hawái, Fausto se regeneró en una débil tormenta tropical a una latitud inusualmente alta. A finales de ese mes, Ele se convirtió en el primero de dos huracanes del Pacífico central en cruzar la Línea Internacional de Cambio de Fecha hacia el Pacífico occidental, donde se convirtieron en tifones; el otro fue Huko a finales de octubre. Hernán cerró el mes; se formó el 30 de agosto y alcanzó su punto máximo de categoría 5 dos días después, lejos de tierra. La actividad disminuyó considerablemente en septiembre y octubre, ya que la mayoría de las tormentas se mantuvieron débiles y de corta duración. La excepción fue Kenna, que se formó el 22 de octubre y alcanzó su punto máximo de categoría 5 dos días después; fue el huracán más fuerte de la temporada. Kenna fue uno de los dos sistemas que tocaron tierra esta temporada, junto con la tormenta tropical Julio en septiembre. Todas las víctimas y la mayor parte de los daños sufridos durante la temporada fueron causados por Kenna. No se formaron tormentas con nombre durante las últimas semanas de la temporada, que efectivamente llegó a su fin el 16 de noviembre cuando la depresión tropical Dieciséis-E se disipó.
Un fenómeno de El Niño moderadamente fuerte, que se prolongó durante la temporada, puede haber contribuido al número desproporcionado de huracanes mayores, así como a la reducción de la actividad en el Atlántico. También fue digno de mención una brecha inusual en la formación de tormentas durante las primeras tres semanas de agosto de esta temporada, históricamente un período privilegiado para la formación de ciclones tropicales. La Energía Ciclónica Acumulada (ACE) para la temporada de huracanes del Pacífico de 2002 calculada por la Universidad Estatal de Colorado (CSU) utilizando datos del Centro Nacional de Huracanes (NHC) fue de 125 unidades.

## Ciclones tropicales

### Huracán Alma
Una onda tropical emergió de la costa oeste de África el 8 de mayo de 2002. Generalmente sin producir convección mientras estaba en la cuenca del Atlántico, la onda se movió hacia el oeste sobre el Océano Atlántico tropical y el Mar Caribe, entrando en la cuenca oriental del Pacífico el 18 de mayo. Al hacerlo, la onda comenzó a generar convección y desarrolló un área de baja presión al sur de Guatemala el 19 de mayo. El sistema experimentó una interacción compleja con un vendaval sobre el Golfo de Tehuantepec mientras se movía lentamente hacia el oeste. Gradualmente, se organizó mejor y se convirtió en la Depresión Tropical Uno-E el 24 de mayo. El ritmo de desarrollo posterior fue inicialmente lánguido, y Uno-E tardó dos días en fortalecerse en una tormenta tropical. Ahora llamada Alma, la tormenta giró primero al oeste-noroeste, luego al noroeste y finalmente al norte mientras rodeaba la periferia occidental de una dorsal subtropical que se encontraba sobre México.
Alma se fortaleció a un ritmo más constante a medida que ganaba latitud, convirtiéndose en huracán el 28 de mayo. Dos días después, Alma alcanzó su máxima intensidad como un huracán mayor de categoría 3 con vientos máximos sostenidos de 115 mph (185 km/h). Esto lo convirtió en el segundo gran huracán del Pacífico registrado en el mes de mayo, después del huracán Adolfo de la temporada anterior. Operacionalmente, el Centro Nacional de Huracanes (NHC) evaluó a Alma como ligeramente más débil, con vientos máximos de 175 km/h (110 mph), en el límite superior de la categoría 2, pero la agencia la mejoró retroactivamente unos dos meses después. Poco después de alcanzar su punto máximo, Alma entró en una región con temperaturas superficiales del mar más frías y cizalladura del viento del suroeste. Estas condiciones desfavorables provocaron que el huracán se debilitara rápidamente hasta convertirse en tormenta tropical el 31 de mayo. Mientras tanto, las corrientes de dirección se desvanecieron hasta el punto de que Alma se volvió casi estacionario. Alma se debilitó a depresión tropical a principios del 1 de junio y degeneró en una zona de baja presión sin convección más tarde ese mismo día, sin haber tocado tierra.

### Tormenta tropical Boris
Una vaguada de baja presión produjo una gran área de convección al sur de México durante la primera semana de junio de 2002. Simultáneamente, una onda tropical entró en la cuenca oriental del Pacífico desde el suroeste del mar Caribe y se movió lentamente hacia el oeste en dirección a la vaguada. Las dos características comenzaron a interactuar el 7 de junio, y el área combinada de tiempo inestable rápidamente se organizó mejor. Una circulación se desarrolló el 8 de junio, marcando la formación de una depresión tropical. El ciclón naciente se fortaleció constantemente mientras se movía hacia el oeste-noroeste; se convirtió en una tormenta tropical, llamada Boris, temprano el 9 de junio y alcanzó vientos máximos de 60 mph (95 km/h) poco después. El movimiento de Boris luego se detuvo cuando la tormenta quedó atrapada entre dos áreas de alta presión. Debido a que Boris ya no se movía en tándem con fuertes vientos del este en niveles superiores, la cizalladura del viento resultante causó que la tormenta se debilitara. Boris pasó el resto de su vida a la deriva mientras continuaba debilitándose; Se desplazó primero al noreste y luego al este, a medida que su intensidad descendía a la de una depresión tropical a finales del 10 de junio. Al día siguiente, Boris degeneró en un sistema de bajas presiones remanentes convectivamente árido. Los remanentes de Boris se desplazaron hacia el sureste hasta disiparse a primeras horas del 12 de junio.
Boris arrasó fuertes lluvias a secciones de la costa mexicana. La cantidad máxima era de 10,60 pulgadas (269 mm) en San Felipe Usila. Las lluvias dañaron varias casas en un lugar no especificado. Además, la lluvia dañó varias casas en Tequila, Jalisco, pero el Centro Nacional de Huracanes cree que Boris probablemente no causó la lluvia. No se atribuyeron muertes a esta tormenta.

### Depresión tropical Tres-E
Una onda tropical que cruzó a América Central se organizó y se convirtió en una depresión tropical el 27 de junio. La depresión no se fortaleció más debido a la fuerte cizalladura del viento. Para el 29 de junio, la depresión se había convertido en un baja remanente, que se observó como un remolino de nubes durante unos días más antes de disiparse.

### Tormenta tropical Cristina
Un área de baja presión se absorbió en el país de Panamá se desplazó a un lugar al sur de Puerto Ángel, Oaxaca, y se organizó en la depresión tropical Cuatro-E el 9 de julio. Se desplazó hacia el oeste a través de un ambiente hostil de fuerte cizallamiento. La cizalladura del viento interrumpió la convección del ciclón y debilitó su circulación. El 10 de julio, A pesar de la cizalla, la depresión se fortaleció en una tormenta tropical y fue nombrada Cristina. Cristina giró hacia el norte y alcanzó su punto máximo el 14 de julio. Entonces, la cizalladura del viento y Cristina rápidamente se debilitó. Cristina se disolvió en un remolino de nubes el 16 de julio. No se reportó ningún impacto.

### Huracán Douglas
Una onda tropical salió de la costa oeste de África el 8 de julio y cruzó el Atlántico sin mucho desarrollo. En el Caribe, las lluvias aumentaron, pero la cizalladura del viento impidió el desarrollo. La onda cruzó hacia el este del Pacífico el 16 de julio, y la cizalladura del viento disminuyó para permitir que se organizara la convección. El 20 de julio, la onda se desarrolló a una depresión tropical ubicada a unas 395 millas (636 km) al sur de Manzanillo, México. En ese momento, se esperaba un fortalecimiento gradual. La depresión se intensificó rápidamente en tormenta tropical que nombró Douglas. Alrededor de ese tiempo, la mayor parte de la convección profunda estaba situada al sur de la circulación atmosférica. Inicialmente se esperaba que se convirtiera en un huracán solo brevemente, a última hora del 21 de julio, el Centro Nacional de Huracanes informó que Douglas se había convertido en un huracán.
Al convertirse en un huracán, Douglas se situó en un entorno con poco viento cortante; sin embargo, se esperaba que el huracán Douglas llegara a aguas frías en 36 horas, y por lo tanto no se predijo que se convertiría en un huracán mayor (categoría 3 en la Escala de huracanes de Saffir-Simpson).  Douglas se convirtió en un huracán de categoría 2 el 22 de julio, alcanzando vientos máximos de 105 millas por hora (170 km/h). Douglas mantuvo esta intensidad durante 18 horas mientras viajaba hacia el oeste. Cuando Douglas se debilitó debido a su intensidad máxima, tenía unas bandas nubosas organizada, pero la actividad de la tormenta se estaba debilitando, lo que es típico de la mayoría de los huracanes del Pacífico que llegan a aguas más frías. El debilitamiento se detuvo brevemente después de que Douglas pasó por un ciclo de reemplazo de la pared del ojo, pero Douglas fue degradado a una tormenta tropical a última hora del 24 de julio ya que la tormenta solo tenía un área pequeña de convección profunda. La tormenta tropical Douglas dejó de debilitarse brevemente a medida que aumentaba la convección, solo para desvanecerse horas después. La tormenta fue degradada a una depresión tropical el 26 de julio, y más tarde ese día degeneró en un área de baja presión. Los remanentes fue disipado al día siguiente.

### Huracán Elida
Una ola tropical generó la depresión tropical Seis-E el 23 de julio. Se movió hacia el oeste y alcanzó la fuerza de la tormenta 12 horas después de que se formó. Elida se profundizó rápidamente, desarrollando un ojo de alfiler, convirtiéndose en huracán el 24 de julio y alcanzando una intensidad de huracán mayor seis horas después. La rápida intensificación de Elida continuó, convirtiéndose en un huracán categoría 5 durante seis horas el 25 de julio. A pesar de moverse sobre aguas cálidas, Elida comenzó a debilitarse porque comenzó un ciclo de reemplazo de la pared del ojo. Cuando terminó el ciclo, el ciclón estaba sobre agua más fría y se debilitó inestablemente. Elida cayó a una tormenta tropical el 27 de julio, luego degeneró en un remanente bajo y giró hacia el noreste. El remanente se disipó sobre el océano abierto a unos 535 millas (861 km) al oeste de Los Ángeles.
Elida es uno de los huracanes más intensos del Pacífico oriental. Su tasa de intensificación es sólo comparable del huracán Linda de 1997, el huracán Patricia de 2015, y el huracán Norman de 2018. Elida no tuvo un impacto directo sobre la tierra. Sin embargo, se envió a las fuertes olas a lo largo de las costas de México. Nadie murió y no se informó de daños.

### Depresión tropical Siete-E
Una onda tropical que había llegado al Pacífico oriental desde África se vio por primera vez el 23 de julio. La ola continuó hacia el oeste con poco desarrollo hasta el 3 de agosto, cuando aumentó la convección. Luego de una organización lenta adicional, la ola fue clasificada como depresión tropical Siete-E' el 6 de agosto cerca de la punta de Baja California. El sistema no se fortaleció mucho y el desarrollo se detuvo cuando la cizalladura del viento destruyó el sistema el 8 de agosto. La depresión nunca se acercó a la tierra y, por lo tanto, nadie murió o resultó herido. Al igual que depresión tropical Tres-E, se pronosticaba que este ciclón alcanzaría la intensidad de las tormentas tropicales, pero nunca lo hizo.

### Huracán Fausto
Una onda tropical salió de la costa occidental de África el 11 de agosto y cruzó el Atlántico sin desarrollarse, entrando al Pacífico oriental el 17 de agosto. El sistema desarrolló una amplia circulación y finalmente se organizó en la depresión tropical Ocho-E el 21 de agosto al suroeste de México. El sistema se intensificó rápidamente hasta convertirse en tormenta tropical Fausto después de desarrollar bandas de lluvia. Situado al sur de una dorsal, Fausto se desplazó hacia el oeste-noroeste a través de una zona de aguas cálidas y continuó intensificándose a medida que aumentaba su salida. El 22 de agosto, la tormenta se intensificó hasta convertirse en huracán, al formarse un ojo en el centro de la convección. El 24 de agosto, Fausto alcanzó una intensidad máxima con vientos máximos estimados de 145 mph (233 km/h) y una presión barométrica mínima de 936 mbar (27,6 inHg), lo que lo convirtió en un huracán de categoría 4. En esa época, el huracán tenía un ojo grande y bien definido rodeado por un anillo de convección.
Alrededor del momento en que alcanzó su máxima intensidad, Fausto encontró una zona con temperaturas de agua más frías. El huracán se debilitó rápidamente y se degradó a tormenta tropical el 26 de agosto, momento en el que la convección había disminuido. Al día siguiente, Fausto cruzó los 140˚O y entró en el Pacífico central. El Centro de Huracanes del Pacífico Central (CPHC) degradó a Fausto a una baja presión remanente el 28 de agosto, mientras el sistema se encontraba a más de 1,300 km (800 mi) al norte de Hilo, Hawái, a las 12:00 UTC. Los remanentes giraron más al oeste, hacia una zona de aguas más cálidas y una vaguada tropical en la troposfera superior. La interacción provocó la formación de tormentas eléctricas, y Fausto se regeneró en depresión tropical el 30 de agosto, a unos 1,022 km (635 mi) al norte de Oahu. El 1 de septiembre, Fausto se reintensificó brevemente hasta convertirse en tormenta tropical al desviarse hacia el norte, impulsado por una vaguada que se aproximaba. El 3 de septiembre, el frente absorbió a Fausto, y poco después el sistema atravesó las Islas Aleutianas de Alaska.

### Tormenta tropical Alika
Un área de convección adquirió una circulación cerrada y se convirtió en depresión tropical Uno-C el 22 de agosto. Se mantuvo desorganizada durante los siguientes días. Se organizó más completamente y se intensificó en una tormenta tropical el 25 de agosto y se llamó Alika. Después de alcanzar el pico como una tormenta tropical moderadamente fuerte el 25 de agosto, la cizalladura del viento causada por la depresión tropical Ele y un nivel alto bajo cerca de Hawái debilitó la tormenta hasta una depresión el 27 de agosto. Alika se disipó al día siguiente, sin haber amenazado tierra.

### Tormenta tropical Genevieve
Una onda tropical formó la depresión tropical Nueve-E el 26 de agosto. Se formó a una tormenta tropical y se llamó Genevieve al día siguiente. Se movió hacia el oeste y casi se fortaleció a un huracán, alcanzando un máximo en intensidad el 28 de agosto. En ese momento, el ciclón encontró aguas más frías, lo que hizo que se debilitara lentamente, debilitándose a una depresión el 30 de agosto. La depresión se mantuvo hasta que perdió la convección el 2 de septiembre. Un remolino de nubes remanentes persistió por unos días más. Genevieve no tuvo impacto en la tierra, y el Centro Nacional de Huracanes no recibió informes de víctimas o daños.

### Huracán Ele
Una extensión oriental del valle del monzón al sur de Hawái se organizó en la depresión tropical Dos-C el 27 de agosto y se fortaleció en la tormenta tropical Ele seis horas más tarde. A pesar de la presencia cercana de Alika, Ele se desarrolló rápidamente y se convirtió en un huracán el 28 de agosto. Después de contribuir a la disipación de Alika, Ele continuó intensificándose. Alcanzó la intensidad de categoría 2 a fines del 28 de agosto y rápidamente se convirtió en un huracán importante seis horas después. El huracán luego cruzó la línea internacional de fechas y se convirtió en un tifón en la temporada de tifones en el Pacífico de 2002. El tifón Ele giró hacia el noroeste después de cruzar la fecha y continuó fortaleciéndose. Alcanzó la categoría 4 antes de girar hacia el norte y debilitarse nuevamente. Después de descansar brevemente en una categoría 4, el tifón se debilitó y giró hacia el noroeste. Ele fue degradado a tormenta tropical el 7 de septiembre, una depresión el 9 de septiembre, y luego se disipó poco después. Ele no afectó a la tierra.

### Huracán Hernán
Una onda débil en la Zona Convigencia Intertropical se transformó en la depresión tropical Diez-E el 30 de agosto de 2002. Se dirigió al oeste-noroeste y rápidamente se intensificó hasta convertirse en tormenta tropical y, finalmente, en huracán. Hernán comenzó entonces a profundizarse rápidamente, alcanzando la categoría 5 el 1 de septiembre. Mantuvo esa intensidad durante 12 horas antes de desplazarse sobre aguas más frías. La tormenta se debilitó gradualmente, con la cizalladura del viento contribuyendo a su deterioro. Hernán degeneró entonces en un sistema de bajas presiones remanente el 6 de septiembre. El sistema de bajas presiones giró al suroeste y se disipó tres días después.
Hernán pasó lo suficientemente cerca de la isla Socorro como para traer fuertes vientos a la isla. Además, el gran y poderoso campo de vientos del huracán provocó olas de entre 12 pies (3,7 m) y 20 pies (6,1 m) de altura y fuertes corrientes de resaca en la costa suroeste de California. Aparte de las regiones mencionadas, Hernán no tuvo un impacto significativo en la tierra.

### Depresión tropical Once-E
De las cuatro depresiones tropicales de esta temporada que no se convirtieron en tormentas con nombre, solo Once-E amenazó la tierra. Un área de clima perturbado asociado con una onda tropical se convirtió en un ciclón tropical el 5 de septiembre. Se dirigió hacia el noroeste, antes de girar hacia el suroeste. Se debilitó a un remanente bajo el 8 de septiembre. El remanente giró hacia el norte y se disipó el 10 de septiembre en la costa de la península de Baja California. El ciclón era casi una tormenta tropical cuando alcanzó su punto máximo el 6 de septiembre. Se pronosticó que se convertiría en una tormenta tropical y pasaría cerca de la península. Esto provocó una advertencia de tormenta tropical y una alerta de huracán. Con el debilitamiento del ciclón, el reloj y la advertencia se interrumpieron. No se reportaron daños ni víctimas en relación con este ciclón tropical.

### Tormenta tropical Iselle
Parte de la misma ola tropical que formó la depresión tropical Siete en la cuenca del Atlántico organizada en la depresión tropical Doce-E el 15 de septiembre. Se fortaleció aún más en la tormenta tropical Iselle al día siguiente. La tormenta se dirigió hacia el noroeste y fue paralela a la costa de México, casi convirtiéndose en un huracán a fines del 17 de septiembre. Mientras estaba cerca de su intensidad máxima, una depresión recurrió abruptamente el sistema hacia el noreste. La cizalladura del viento también aumentó, e Iselle, en consecuencia, se vino abajo en imágenes de satélite. Se debilitó a una depresión el 19 de septiembre. Iselle luego degeneró en un remanente bajo al día siguiente y degeneró rápidamente, disipándose el 20 de septiembre. Iselle nunca tocó tierra.
Iselle amenazó partes del suroeste de México y se emitieron advertencias y alertas para esa área. Se reportaron fuertes lluvias en partes de la península de Baja California. La mayor cantidad de lluvia fue de 6,16 pulgadas (156 mm) en Guadalupe y Mulegé, Baja California Sur. No hubo informes de daños o víctimas.

### Tormenta tropical Julio
Los orígenes de Julio fueron de un área de convección similar a un monzón, posiblemente relacionada con el huracán Isidore, que persistió frente a la costa oeste de América Central el 21 de septiembre de 2002. Las tormentas eléctricas aumentaron y se desarrolló una circulación a finales del 23 de septiembre. Después de una mayor organización, el sistema se convirtió en la depresión tropical Trece-E a principios del 25 de septiembre a unas 100 millas (160 km) al suroeste de Acapulco. Inicialmente, se esperaba que la tormenta alcanzara una intensidad máxima de 60 mph (95 km/h). La depresión se intensificó hasta convertirse en la tormenta tropical Julio, que alcanzó vientos máximos de 70 km/h (45 mph) la madrugada del 26 de septiembre. En su punto máximo, el centro de la tormenta se encontraba justo al oeste-noroeste de Lázaro Cárdenas. Poco después, Julio tocó tierra en la costa suroeste de México y se deterioró rápidamente sobre el terreno montañoso. A las 12:00 UTC del 26 de septiembre, la tormenta se degradó a depresión tropical. Aunque inicialmente se esperaba que la tormenta ingresara al extremo sur del Golfo de California y recuperara la fuerza de tormenta tropical, Julio se disipó cerca de Manzanillo más tarde ese día.
Tras convertirse Julio en ciclón tropical, se emitió una advertencia de tormenta tropical desde Zihuatanejo hasta Punta San Telma, mientras que una vigilancia de tormenta tropical estaba vigente desde Punta San Telma hasta Manzanillo. Mientras la tormenta tocaba tierra, Zihuatanejo reportó vientos de 40 mph (65 km/h), con ráfagas de hasta 50 mph (80 km/h) a las 2042 UTC del 25 de septiembre. La precipitación más alta reportada fue de 409 mm (16.10 pulgadas) en Zihuatanejo y La Unión, Guerrero. La tormenta tropical Julio provocó fuertes lluvias en Zihuatanejo, donde 100 viviendas resultaron dañadas o destruidas. En toda la ciudad, numerosos techos resultaron dañados y muchos árboles cayeron. Muchas casas y calles también se inundaron. Mientras tanto, en Acapulco, las fuertes lluvias provocaron inundaciones repentinas que dañaron otras 100 casas. A lo largo de Colima muchos ríos se desbordaron. Además, 2.000 viviendas quedaron inundadas. Aproximadamente 100 familias fueron evacuadas a albergues en Michoacán. Además, muchas pequeñas chozas perdieron el techo debido a los fuertes vientos de la tormenta. En las afueras de Taxco, a 155 km tierra adentro, un autobús escolar con 40 niños a bordo volcó, matando a tres y hiriendo a otros 18. Se estima que se perdieron 700 hectáreas (2700 acres) de cultivos a causa de la tormenta. Posteriormente, partes de Guerrero fueron declaradas zona de desastre. Sin embargo, la ciudad de Zihuaranejo fue limpiada rápidamente luego de la tormenta.

### Huracán Kenna
Una perturbación posiblemente asociada con una onda tropical se transformó en la Depresión Tropical Catorce-E el 22 de octubre. Se fortaleció hasta convertirse en tormenta tropical ese mismo día y en huracán el 23 de octubre. Al día siguiente, Kenna se convirtió en el tercer huracán de categoría 5 de la temporada. Una vaguada sobre México lo encorvó y comenzó a acelerar hacia México. A pesar de moverse sobre aguas aún cálidas, la cizalladura del viento debilitó el sistema a una categoría mínima de 4 al tocar tierra en México a finales del 25 de octubre. El terreno montañoso debilitó rápidamente a Kenna, y el sistema se disipó a principios del 26 de octubre.
El huracán Kenna fue el tercer huracán más fuerte registrado en el Pacífico en tocar tierra, también fue el segundo huracán más fuerte de octubre en cualquier temporada, y el tercer huracán más fuerte del Pacífico en general. En San Blas, Nayarit, 8 mil 800 personas resultaron afectadas, mil 540 viviendas resultaron dañadas o destruidas, lo que representa entre el 80 y 90 por ciento de las viviendas del municipio. En Santiago Ixcuintla, 3770 viviendas resultaron dañadas. La agricultura en la zona afectada se vio afectada. Los agricultores necesitaron ayuda y muchos cultivos frutales quedaron destruidos. El turismo en Puerto Vallarta se vio afectado, y gran parte de los daños se concentraron en hoteles. Las compañías de seguros informaron que los daños totales causados por Kenna ascendieron a 96 millones de dólares (USD 2002). Kenna causó la muerte de cuatro personas en México y más de cien heridos. El bajo número de muertos probablemente se deba a las evacuaciones masivas en San Blas, Nayarit y otros lugares antes del huracán.

### Tormenta tropical Lowell
Una débil onda tropical ubicada sobre el océano Pacífico se transformó en la depresión tropical Quince-E el 22 de octubre. Se fortaleció hasta convertirse en tormenta tropical al día siguiente. Poco después, la cizalladura del viento aumentó. La convección de Lowell se interrumpió y su centro de circulación quedó expuesto. El ciclón cruzó la zona de responsabilidad del Centro de Huracanes del Pacífico Central el 26 de octubre. La cizalladura se relajó y la depresión se fortaleció nuevamente hasta convertirse en tormenta tropical. Lowell se desplazó en corrientes de dirección lentas hasta acercarse al huracán Huko. La proximidad de Huko provocó un debilitamiento gradual de Lowell, que se disipó el 31 de octubre.

### Huracán Huko
A finales de octubre de 2002, una vaguada monzónica activa persistió al sur de Hawái a lo largo de la latitud 10°N y se extendió desde los 160°O hasta la región cercana a la costa mexicana. Un área de convección dentro de la vaguada comenzó a desarrollarse el 24 de octubre. Más tarde ese mismo día, la perturbación se actualizó a la depresión tropical Tres-C mientras se encontraba a 850 mi (1,370 km) al sur-sureste de Honolulu. Inicialmente mal organizada, se movió hacia el norte. Con un fortalecimiento y organización constantes, la depresión se convirtió en tormenta tropical a principios del 26 de octubre mientras hacía un giro hacia el noroeste. La intensificación continuó y, a finales del 28 de octubre, la tormenta alcanzó la fuerza de huracán por primera vez. Sin embargo, dado que la tormenta tropical Lowell estaba a menos de 900 mi (1,400 km) al este de Huko, combinado con un breve aumento en la cizalladura del viento causado por una vaguada en nivel superior hacia el noroeste, Huko se debilitó a tormenta tropical el 30 de octubre. Poco después de virar hacia el oeste, las condiciones permitieron que la tormenta alcanzara la categoría de huracán por segunda vez el 31 de octubre, pasando a unos 230 km (140 mi) al sur del atolón Johnston. Se pronosticaba que el huracán Huko alcanzaría vientos de 130 km/h (80 mph). El 2 de noviembre, el huracán pasó al sur de una zona de alta presión, lo que provocó su aceleración. El 3 de noviembre, el huracán cruzó la línea internacional de cambio de fecha hacia la cuenca del Pacífico Occidental y fue reclasificado como tifón, el término predominante para los ciclones con fuerza de huracán en esa zona.
Al pasar cerca del atolón Johnston, las bandas de lluvia externas del huracán produjeron ráfagas de viento de hasta 48 km/h y fuertes lluvias locales. Los remanentes de Huko volvieron a entrar en la cuenca, afectando finalmente a California. El sistema provocó fuertes lluvias que inundaron un pequeño arroyo en Bakersfield. Los daños totales ascendieron a aproximadamente 23 000 dólares estadounidenses (USD 2002).

### Depresión tropical Dieciséis-E
La depresión tropical Dieciséis-E se formó a partir de una perturbación en la Zona de Convergencia Intertropical. A pesar de encontrarse en un entorno hostil, logró organizarse como depresión tropical el 14 de noviembre de 2002. Se pronosticó brevemente que se fortalecería y se convertiría en tormenta tropical. Sin embargo, la cizalladura del viento impidió que esto ocurriera. En consecuencia, la depresión degeneró en un sistema de baja presión remanente el 16 de noviembre y se disipó poco después.

### Otros sistemas
- El 18 de julio, persistió un área de convección cerca de una circulación en desarrollo a aproximadamente 925 km (575 mi) al oeste-suroeste del atolón Johnston. Una baja en los niveles superiores al noreste proporcionó una salida, y el Centro Conjunto de Alerta de Tifones emitió una Alerta de Formación de Ciclón Tropical temprano el 19 de julio.[78] Aunque no fue clasificada por el CPHC, la Agencia Meteorológica de Japón (JMA) indicó que una depresión tropical se había formado a primeras horas del 20 de julio, justo al este de la línea internacional de cambio de fecha. Poco después, cruzó hacia el Pacífico occidental y se intensificó brevemente hasta convertirse en la tormenta tropical Kalmaegi.[79]
- También el 30 de octubre, la JMA indicó que la tormenta tropical Maysak se desplazó a la cuenca y se volvió extratropical pocas horas después.[80]

## Nombres de ciclones tropicales
La siguiente lista de nombres se utilizó para las tormentas nombradas que se formaron en el Pacífico Norte al este de 140°O durante 2002. Esta fue la misma lista utilizada para la temporada de 1996, ya que no se retiraron nombres de ella posteriormente.
| - Alma - Boris - Cristina - Douglas - Elida - Fausto - Genevieve - Hernán | - Iselle - Julio - Kenna - Lowell - Marie (sin usar) - Norbert (sin usar) - Odile (sin usar) - Polo (sin usar) | - Rachel (sin usar) - Simon (sin usar) - Trudy (sin usar) - Vance (sin usar) - Winnie (sin usar) - Xavier (sin usar) - Yolanda (sin usar) - Zeke (sin usar) |

Para las tormentas que se forman en el Pacífico Norte entre los 140°O y la línea internacional de cambio de fecha, los nombres provienen de una serie de cuatro listas rotativas. Los nombres se usan uno tras otro, sin importar el año, y cuando se llega al final de una lista, la siguiente tormenta nombrada recibe el nombre que figura al principio de la siguiente. Tres tormentas con nombre, enumeradas a continuación, se formaron dentro del área en 2002. Además, las tormentas con nombre en la tabla anterior que cruzaron el área durante la temporada están señaladas (*).
| - Alika | - Ele | - Huko |

### Nombres retirados
En la primavera de 2003, la Organización Meteorológica Mundial (OMM) retiró el nombre Kenna de sus listas rotativas de nombres del Pacífico oriental debido a las muertes y los daños que causó. Kenna fue reemplazado por Karina para la temporada de 2008.

## Estadísticas de temporada
Esta es una tabla de todas los sistemas que se han formado en la temporada de 2002. Incluye su duración, nombres, áreas afectada(s), indicados entre paréntesis, daños y muertes totales. Las muertes entre paréntesis son adicionales e indirectas, pero aún estaban relacionadas con esa tormenta. Los daños y las muertes incluyen totales mientras que la tormenta era extratropical, una onda o un baja, y todas las cifras del daño están en USD 2002.
| DT | TT | 1 | 2 | 3 | 4 | 5 |

| Nombre                  | Fechas activo                  | Categoría de tormenta en intensidad máxima | Vientos máx. (km/h) | Presión min (hPa) | ACE      | Áreas afectadas            | Áreas afectadas  | Áreas afectadas | Daños (en millones USD) | Muertos |
| Nombre                  | Fechas activo                  | Categoría de tormenta en intensidad máxima | Vientos máx. (km/h) | Presión min (hPa) | ACE      | Lugar                      | Fecha            | Vientos (km/h)  | Daños (en millones USD) | Muertos |
| ----------------------- | ------------------------------ | ------------------------------------------ | ------------------- | ----------------- | -------- | -------------------------- | ---------------- | --------------- | ----------------------- | ------- |
| Alma                    | 24 de mayo – 1 de junio        | Huracán categoría 3                        | 185 (115)           | 960               | 10.3325  | Ninguno                    | Ninguno          | Ninguno         | N/A                     | 0       |
| Boris                   | 8 – 11 de junio                | Tormenta tropical                          | 95 (60)             | 997               | 1.395    | Ninguno                    | Ninguno          | Ninguno         | N/A                     | 0       |
| Tres-E                  | 27 – 29 de junio               | Depresión tropical                         | 55 (35)             | 1006              | 0        | Ninguno                    | Ninguno          | Ninguno         | N/A                     | 0       |
| Cristina                | 9 – 16 de julio                | Tormenta tropical                          | 100 (65)            | 994               | 2.46     | Ninguno                    | Ninguno          | Ninguno         | N/A                     | 0       |
| Douglas                 | 20 – 26 de julio               | Huracán categoría 2                        | 165 (105)           | 970               | 9.3275   | Ninguno                    | Ninguno          | Ninguno         | N/A                     | 0       |
| Elida                   | 23 – 30 de julio               | Huracán categoría 5                        | 260 (160)           | 921               | 18.145   | Ninguno                    | Ninguno          | Ninguno         | N/A                     | 0       |
| Siete-E                 | 6 – 8 de agosto                | Depresión tropical                         | 55 (35)             | 1008              | 0        | Ninguno                    | Ninguno          | Ninguno         | N/A                     | 0       |
| Fausto                  | 21 de agosto – 3 de septiembre | Huracán categoría 4                        | 230 (145)           | 936               | 17.365   | Ninguno                    | Ninguno          | Ninguno         | N/A                     | 0       |
| Alika                   | 22 – 28 de agosto              | Tormenta tropical                          | 100 (65)            | 995               | 1.74     | Ninguno                    | Ninguno          | Ninguno         | N/A                     | 0       |
| Genevieve               | 26 de agosto – 1 de septiembre | Tormenta tropical                          | 110 (70)            | 989               | 3.6025   | Ninguno                    | Ninguno          | Ninguno         | N/A                     | 0       |
| Ele                     | 27 – 30 de agosto              | Huracán categoría 3                        | 205 (125)           | 945               | 7.2425   | Ninguno                    | Ninguno          | Ninguno         | N/A                     | 0       |
| Hernán                  | 30 de agosto – 6 de septiembre | Huracán categoría 5                        | 260 (160)           | 921               | 20.0225  | Ninguno                    | Ninguno          | Ninguno         | N/A                     | 0       |
| Once-E                  | 5 – 8 de septiembre            | Depresión tropical                         | 55 (35)             | 1006              | 0        | Ninguno                    | Ninguno          | Ninguno         | N/A                     | 0       |
| Iselle                  | 15 – 20 de septiembre          | Tormenta tropical                          | 110 (70)            | 990               | 3.1525   | Ninguno                    | Ninguno          | Ninguno         | N/A                     | 0       |
| Julio                   | 25 – 30 de septiembre          | Tormenta tropical                          | 75 (45)             | 1000              | 0.565    | Lázaro Cárdenas, Michoacán | 29 de septiembre | 75 (45)         | N/A                     | 3       |
| Kenna                   | 22 – 26 de octubre             | Huracán categoría 5                        | 270 (165)           | 913               | 14.1525  | San Blas, Nayarit          | 25 de octubre    | 220 (140)       | 101                     | 4       |
| Lowell                  | 22 – 31 de octubre             | Tormenta tropical                          | 85 (50)             | 1002              | 1.9775   | Ninguno                    | Ninguno          | Ninguno         | N/A                     | 0       |
| Huko                    | 24 de octubre – 3 de noviembre | Huracán categoría 1                        | 140 (85)            | 980               | 12.8725  | Ninguno                    | Ninguno          | Ninguno         | 0.23                    | 0       |
| Dieciséis-E             | 14 – 16 de noviembre           | Depresión tropical                         | 55 (35)             | 1006              | 0        | Ninguno                    | Ninguno          | Ninguno         | N/A                     | 0       |
| Totales de la temporada |                                |                                            |                     |                   |          |                            |                  |                 |                         |         |
| 21 ciclones             | 24 de mayo – 16 de noviembre   |                                            | 270 (165)           | 913               | 124.3525 | '                          | '                | '               | 101                     | 7       |